# Wonder Boy: The Dragon's Trap
Wonder Boy: The Dragon's Trap är en remake av plattformsspelet Wonder Boy III: The Dragon's Trap från 1989 till Sega Master System. Spelet släpptes till Nintendo Switch, Playstation 4 och Xbox One under april 2017, Windows den 8 juni 2017 samt Mac OS och Linux den 18 juli 2017.

### Fotnoter
1. ↑  läs online, www.apple.com  .[källa från Wikidata]
2. ↑  ”Wonder Boy: The Dragon's Trap Release Information for Nintendo Switch”. https://www.gamefaqs.com/switch/204383-wonder-boy-the-dragons-trap/data. Läst 3 februari 2018.
3. ↑  ”Wonder Boy: The Dragon's Trap Release Information for PlayStation 4”. https://www.gamefaqs.com/ps4/197558-wonder-boy-the-dragons-trap/data. Läst 3 februari 2018.
4. ↑  ”Wonder Boy: The Dragon's Trap Release Information for Xbox One”. https://www.gamefaqs.com/xboxone/197559-wonder-boy-the-dragons-trap/data. Läst 3 februari 2018.
5. ↑  ”Wonder Boy: The Dragon's Trap Release Information for PC”. https://www.gamefaqs.com/pc/197552-wonder-boy-the-dragons-trap/data. Läst 3 februari 2018.
6. ↑  ”Wonder Boy: The Dragon's Trap Release Information for Macintosh”. https://www.gamefaqs.com/mac/213387-wonder-boy-the-dragons-trap/data. Läst 3 februari 2018.
7. ↑  ”Wonder Boy: The Dragon's Trap Release Information for Linux”. https://www.gamefaqs.com/unixlinux/213398-wonder-boy-the-dragons-trap/data. Läst 3 februari 2018.